# Mascagnia mirabilis
Mascagnia mirabilis là một loài thực vật có hoa trong họ Malpighiaceae. Loài này được W.R. Anderson mô tả khoa học đầu tiên năm 1980.